# Darin
Darin Zanyar, populärt bara Darin, född 2 juni 1987 i Botkyrka i Stockholms län, är en svensk artist och låtskrivare. Efter sitt genombrott som sjuttonåring i Idol 2004 har Darin släppt flera topplistade studioalbum och samarbetat med några av världens främsta låtskrivare och musikproducenter. Han har bland annat deltagit i Melodifestivalen och Så mycket bättre, uppträtt på Kronprinsessan Victorias bröllop och i Vatikanen inför påve Franciskus. Hans hitlåtar inkluderar Money for Nothing, En apa som liknar dig, och Ta mig tillbaka.
2015 startade han sitt eget skivbolag och släppte samma år albumet Fjärilar i magen. 2022 slog han igenom i Italien med tre av de mest spelade låtarna på radio i landet under året. 2023 släppte han sitt tredje album på svenska, "En annan jag", vilket blev hans åttonde albumetta i Sverige.

## Biografi

### Uppväxt
Darin Zanyar föddes den 2 juni 1987 i Botkyrka i Stockholms län. Hans föräldrar, Ashti och Shwan, är av kurdisk härkomst och flydde till Sverige från Saddam Husseins regim i Irakiska Kurdistan under Iran–Irak-kriget. Han har en äldre syster och växte upp med musik och dans och började sjunga tidigt i sitt liv samt nämner Whitney Houston och Michael Jackson som stora inspirationer i sin barndom.

### 2004–2005: Genombrott,The Anthem,Darin
Darin blev rikskänd i Sverige år 2004 då han deltog i den första säsongen av Idol i TV4. Han var en av favoriterna och gick vidare med så mycket som 78 procent av rösterna i kvalfinalen. Han slutade tvåa i tävlingen.
I början av 2005 släppte Darin sin debutskiva The Anthem efter att ha fått skivkontrakt med skivbolaget Sony BMG. Hans första singel ”Money for Nothing” skrevs av Robyn och gick direkt in på förstaplatsen på både radio- och singellistan, likaså albumet. Under år 2005 var Darin den mest omskrivna personen i Sverige.
Samma år bestämde han sig för att släppa det självbetitlade albumet Darin, som ansågs vara en mycket tuffare och coolare Darin på grund av det nya och moderna R&B-sound han tillsammans med producenten RedOne hade skapat. Det skilde sig en del från hans första album som hade ett mer traditionellt popsound. Han fick även mycket mer utrymme som låtskrivare då han var med och skrev de flesta låtarna. Albumet sålde dubbelt så mycket som hans första album. I albumet ingick hans singeletta ”Step Up”, balladen ”Who's That Girl” samt ”Want Ya” som var årets mest spelade video på MTV året därpå.

### 2006: Grammis, NRJ Awards,Break the News
År 2006 vann han en Grammis för årets låt, en Rockbjörn för bästa manliga artist, Nickelodeon Kids' Choice Awards och The Voice '06-priset. Han vann även två europeiska NRJ Music Awards.
I slutet av 2006 släppte Darin sin tredje skiva Break the News med låtar som ”Perfect”, ”Everything But the Girl” och ”Desire”. Albumet beskrev han själv som mer alternativt och rockigt. På albumet jobbade han med bland andra producenten Max Martin, Patrik Berger och producent-duon Epicentre. Albumet gick direkt in som etta på albumlistan och sålde guld redan första dagen.

### 2007–2009: Europa,Flashback
Efter framgångarna i Sverige fick han ett skivkontrakt i Tyskland, Schweiz och Österrike. Under 2007 promotade han sin första singel ”Insanity” som blev en hit i stora delar av Europa. Samma år gjorde sångerskan Leona Lewis en cover på Darins låt ”Homeless” på sin debutskiva.
År 2008 släpptes Darins fjärde album Flashback. Första singeln ”Breathing Your Love” var en duett tillsammans med den amerikanska R&B-sångerskan Kat DeLuna. Albumet innehöll även singlarna ”See U at the Club”, ”Runaway” och ”What If” som var ett samarbete med organisationen Friends för kampen mot mobbning.
År 2009 gjorde Darin vinjettlåten till programmet Idol, en egen version av Coldplays ”Viva la Vida”. Låten var först inte planerad att släppas som en singel, men efter en förfrågan om att öppna den första fredagsfinalen i programmet bestämde han sig för att släppa hela sin version. Det var inte förrän hans tolkning av låten släpptes som den nådde första platsen på både singellistan och radiolistan i Sverige.
I slutet av 2009 blev han utnämnd till en av de profiler som gjorde 00-talet i Sverige av bland annat Sydsvenskan, Fokus och Dagens Nyheter.

### 2010:Lovekiller, Sommar i P1, Det kungliga bröllopet
Efter att ha blivit tillfrågad upprepade gånger avslöjade Sveriges Television 2009 att Darin skulle medverka i Melodifestivalen 2010, med låten You're Out of My Life. Han kvalificerade sig direkt till finalen i Globen, och placerade sig på en fjärde plats.
Även om detta var första gången Darin intog scenen som deltagare i själva tävlingen var det inte hans debut i Melodifestivalsammanhang. Redan 2005, då tävlingen firade sitt 50-årsjubileum, gjorde Darin ett framträdande med sin egen version av ”Det gör ont”.
Inför det kungliga bröllopet 2010 fick Darin en förfrågan av Sveriges Television att specialskriva en låt till kronprinsessan Victoria och hennes blivande man prins Daniel. Detta utmynnade i ”Can’t Stop Love” som Darin framförde på Operahusets tak kvällen den 19 juni.
Under sommaren 2010 debuterade han som sommarpratare i Sommar i P1. Där berättade han bland annat om sina föräldrars dramatiska flykt från Kurdistan till Sverige.
I augusti släppte Darin albumet Lovekiller som han skrev tillsammans med Tony Nilsson. Tillsammans producerade de pop/rock anthems som ”Lovekiller”, "Microphone" och ”You're Out of My Life”.

### 2012: Så mycket bättre, listrekord
I februari 2012 släppte Darin låten ”Nobody Knows” som var den första singeln från hans kommande album EXIT.
År 2012 medverkade Darin i TV-programmet Så mycket bättre, där han framförde tolkningar av bland annat Olle Ljungströms ”En apa som liknar dig”, Magnus Ugglas ”Astrologen” och The Sounds ”Seven Days a Week”. På iTunes hade han under en lång period de tre mest säljande låtarna samtidigt, och enligt Musikindustrin.se var Darin den mest framgångsrika på singellistan sedan Veronica Maggios dominans året före.

### 2013:EXIT, Eurovision Song Contest,En resa för livet
I början av 2013 släpptes nya albumet EXIT som gick rakt in som etta på den svenska albumlistan. Albumet innehöll bland andra låtarna ”Nobody Knows”, ”Playing with Fire”, ”Check You Out” och ”Before I Pass Out” tillsammans med den amerikanska rapparen Lil Jon. Några månader senare ställde han upp som mellanakt i en av delfinalerna i Eurovision Song Contest 2013, som sändes från Malmö Arena. Det genomgående temat för mellanakten var att representera svensk popmusik, ”Nobody Knows" och ”So Yours” var de låtar som framfördes.
Den 17 april gick startskottet på Cirkus i Stockholm för en stor Sverigeturné som avslutades i september på Gröna Lund.
Under hösten reste Darin till Filippinerna för att spela in programmet En resa för livet tillsammans med SOS Barnbyar, med målet att samla in faddrar till barnen i byarna.

### 2014–2016: 10-årsjubileum,Fjärilar i magen, eget skivbolag, Asienlansering

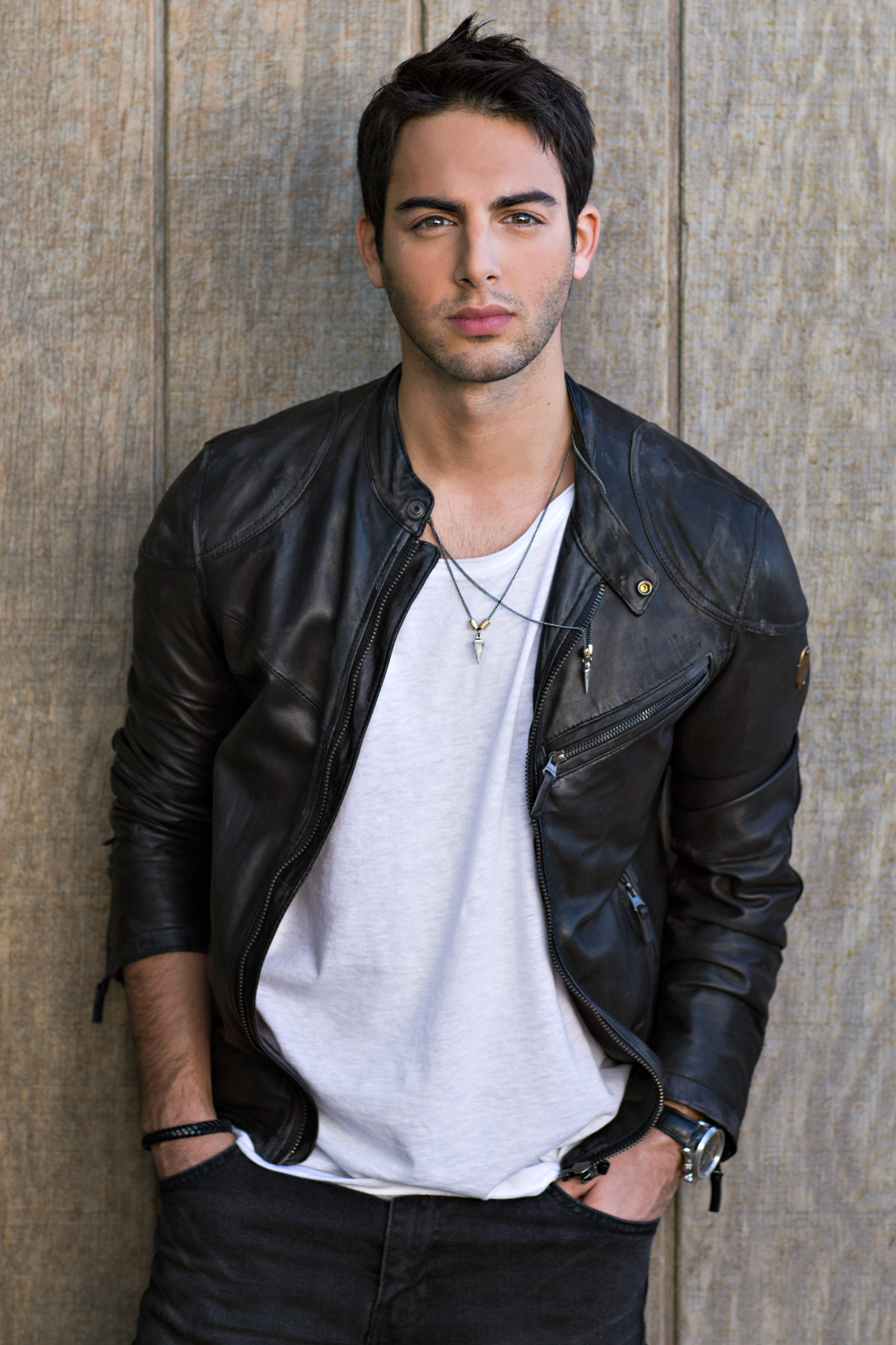
Darin den 18 januari 2014.

Hösten 2014 var det 10 år sedan Darin slog igenom i TV-programmet Idol. Det firades med att en av Idol-säsongens fredagsfinaler hade Darin-tema, där de tävlande fick sjunga Darins låtar valda av honom själv.
Under hösten började han även skriva nytt material på svenska. Genom att han i Atlantis Studio spelade in ”Öppna din himmel” för en hyllningsskiva till Ted Gärdestad fick han inspiration att spela in sina nya låtar på samma sätt och i samma studio.
I mars 2015 släppte Darin ett första smakprov på sitt kommande svenska album med singeln ”Ta mig tillbaka”. Denna låt var hans första musikproduktion med enbart levande instrument, vilket resulterade i en mer organisk stil än hans tidigare material. Texten är en självbiografisk tillbakablick på goda minnen från hans uppväxt under början av 1990-talet. Singeln har sålt 5x platina och var en av de mest spelade och streamade låtarna i Sverige under året. Albumet Fjärilar i magen gavs ut i september via Darins eget skivbolag Dex Music. Samtidigt tog sig ”Ta mig tillbaka” till första platsen på Svensktoppen och blev 2016 den första guldettåringen någonsin på listan. Parallellt med det svenska albumet i Sverige och de Nordiska länderna fick Darin ett skivkontrakt med Sony Music för hela Asien med sitt tidigare engelska album EXIT. Första singeln ”Nobody Knows” lanserades under hösten 2015 med bl.a. en turné i Kina och promotion i större delen av Asien.
Under våren 2016 åkte Darin på en konserthusturné i Sverige, Norge och Finland.

### 2017–2019:Tvillingen, Darin Arena Tour (Ericsson Globe, Scandinavium & Malmö Arena)
I mars 2017 släppte Darin en ny låt, ”Ja må du leva”. "Vi lever i en värld som kräver mycket av oss. Det finns många ideal som vi ska följa och sträva efter, som egentligen inte är tillräckligt viktiga för att ta ett så stort fokus i vår vardag. Jag tycker att det finns mycket viktigare saker att fokusera på, som att ha roligt och göra saker man blir inspirerad och glad av. Texten är en tröst som uppmanar till att fira livet." var hans egen förklaring till låten och texten.
I september samma år släppte han ytterligare två låtar, "Alla ögon på mig" och "Tvillingen". "Tvillingen" är även namnet på hans andra svenska album som släpptes i november. Albumet blev hans sjunde albumetta i Sverige och singeln hans andra etta på Svensktoppen, samt årets mest spelade svenska låt på radio i Sverige.
Under våren 2018 åkte Darin ut på en konserthusturné på 25 stopp, varav tre utsålda kvällar på Cirkus i Stockholm. Den 26 oktober 2018 släppte Darin nya singeln "Identitetslös" samt konsertbiljetter till sin första arenaturné i Sverige. Arenaturnén bestod av tre konserter under våren 2019 - Globen i Stockholm den 4 maj, Scandinavium i Göteborg den 11 maj och Malmö Arena den 18 maj.
I november 2018 fick Darin sin andra ettåring på Svensktoppen med låten "Tvillingen".

### 2020: "En säng av rosor"
I februari 2020 släppte Darin singeln "En säng av rosor". Han förklarar låten som den mest avskalade singeln han hittills gett ut, med endast sång, en gitarr och en cello. Låten har sedan dess nått första platsen på Svensktoppen, streamats över 45 miljoner gånger och blev den femte mest spelade låten i Sverige under året. Under samma månad gick han även ut med datumen för sin sommarturné där han bl.a. skulle spela på Skansen i Stockholm och Dalhalla utanför Rättvik. Huvuddelen av turnén blev sedermera inställd på grund av coronaviruspandemin.
I slutet av december släppte Darin ett helt livealbum “Live from Ericsson Globe” från fjolårets arenaturné med 24 av låtarna från konserten i Stockholm.

### 2021: "Live från Ericsson Globe", Årets HBTQ, "Can’t Stay Away", akustisk turné, "Holding me more"
Den 7 januari 2021 premiärvisades Darins konsert från Ericsson Globe "Darin – Live från Globen" i SVT1 och lades även samma dag upp på SVT Play. Miss Li, Eagle-Eye Cherry, Daniela Rathana och Maja Ivarsson var några av artisterna som gästade konserten.
I februari utsågs Darin till årets HBTQ-person i Sverige av QX. Darin prydde hälften av omslagen av tidningen under månaden och kronprinsessan Victoria den andra hälften, som vann priset årets hetero.
"En säng av rosor" röstades även fram till årets låt. Låten blev Darins 30:e låt i Sverige som sålt guld eller platina. Låten nådde även första platsen på den spanska iTunes-listan efter att den visats i en känslomässig scen i spanska TV-kanalen Telecincos dokumentär om mediepersonligheten Rocío Carrasco.
Under våren släppte Darin låten "Can’t Stay Away" som han skrev tillsammans med den brittiska låtskrivaren och producenten Jamie Hartman. Låten medproducerades av ännu en brittisk producent Burns som under fjolåret bland annat producerade Lady Gaga och Ariana Grandes hitlåt "Rain on me". Detta blev Darins första låt på engelska på över sju år. Han förklarade produktionen och stilen som disco, soul, house och pop i ett. "Can’t Stay Away" nådde en femte plats på UK Dance Singles and Album Charts. I samband med släppet gjorde Darin en intervju med DN Kultur, där han bland annat berättade om livet i rampljuset under åren och sin spontana flytt till Palma de Mallorca. Han nämnde även i en annan intervju med Aftonbladet att han menar att låten ska "andas gaykultur, färger, 70-tal, energi och lekfullhet" och vara "queer och sexig", på ett vis som allmänheten inte sett honom tidigare.
Under hösten åkte Darin på sin första akustiska turné någonsin. Det blev fem kvällar på Palladium i Malmö, fem kvällar på Stora Teatern i Göteborg och nio utsålda kvällar på Södra Teatern i Stockholm. Han sa att hans avsikt med turnén var att komma publiken nära och berätta om sina tankar bakom musiken och texterna och att göra det i några av landets finaste teatrar. Turnén avslutades med en konsert på The Bedford i London.
Den 22 oktober 2021 släppte han låten "Holding me more". Han beskrev den som en personlig favorit. Samma vecka sändes BBC-programmet Music Life, ett radioprogram och podcast där en känd musiker intervjuar andra musiker. I detta program intervjuar Darin artisterna och låtskrivarna Zara Larsson, Nina Nesbitt, Bryan Higgins och Jörgen Elofsson. Den 26 november 2021 släppte Darin sin första jullåt "What's Christmas Anyway". Låten skrev han tillsammans med Jörgen Elofsson som bland annat var med och skrev Darins hitlåt "Why does it rain".

### 2022: Italiensuccé, “Så Mycket Bättre”, Polarpriset, Årets Scen, duett med Laleh, “My Purple Clouds”, Vatikanen
I början av året lanserades Darin i Italien för första gången med singeln “Can’t Stay Away”. Den blev snabbt en av de mest spelade låtarna på radio i landet och nådde inom bara några veckor första platsen på både independent-listan samt danslistan. Det följdes av uppträdanden i flera av de största italienska TV-programmen.
I april anordnades den årliga QX-Galan, där Darin vann pris för Årets Scen för sin akustiska turné 2021. Darin tog emot priset på plats på Cirkus i Stockholm och passade även på att tacka för priset Årets HBTQ som han vann året innan, då galan inte blev av på grund av pandemin.
Den 13 maj släpptes Darin singeln “Superstar”, en modern disco-inspirerad låt som producerades av producenten Stuart Price, känd för bl.a. låtar på Madonnas album “Confessions on a Dance Floor” och Dua Lipas album “Future Nostalgia”. Låten blev Darins andra stora hit i Italien och nådde även den första platsen på både danslistan och Independent-listan. Den blev en av de mest spelade låtarna på radio under 2022 i Italien och nådde även andra platsen på den svenska radiolistan.
Den 24 maj hyllade Darin låtskrivaren Diane Warren på Polarpriset med ett uppträdande av hennes låt “Because you loved me”. Hans tolkning av låten blev hyllad av både tittarna och Diane Warren själv, som enligt honom varit en stor musikalisk inspiration för honom under hans uppväxt.
Den 10 juni gästade Darin Lalehs konsert på Ullevi i Göteborg. Tillsammans sjöng de Lalehs låt “Bara få va mig själv”. Detta resulterade i en nyskriven duett “Vi är på riktigt” som de släppte under hösten. Låten beskrev de i TV-programmet Hellenius Hörna som ett hopp i den världen vi idag lever i, där det är enkelt att tappa bort sig i saker som inte är äkta. Den 7 oktober premiärspelade de låten i Världens Barn som sändes live i SVT.
10 år efter sin succé i TV-programmet “Så mycket bättre” ställde han upp i programmet igen för att fira sitt jubileum. Det blev en kort visit denna gång då han endast var med två av dagarna. I programmet berättade han bl.a. om varför han startade ett eget skivbolag och om musiken han släppt sedan han var med sist. “Ta mig tillbaka” tolkades av Anna Ternheim, “En säng av rosor” av Olle Jönsson och “Can’t Stay Away” av Molly Hammar. Själv gjorde han en tolkning, Johnossis “What’s The Point”. Tolkningen blev ännu en hit för Darin.
I augusti fick Darin och hans låt “Superstar” pris för årets mest spelade låt av en independent artist i Italien från Italiens största radiostation RTL. Han blev överraskad med priset efter att han uppträdde med låten i den episka arenan, Arena di Verona. Galan sändes även live på RTL:s TV-kanal och gästades av flera av Italiens allra största artister.
Den 4 november släppte Darin singeln “Satisfaction”, en låt inspirerad av både Prince och George Michael enligt honom själv. I både musikvideon och texten fick hans publik för första gången uppleva en ny sida av honom. “Satisfaction blev Darins tredje topp 10-låt på radiolistan i Italien under ett och samma år. Succén i Italien resulterade i att Darin fick en förfrågan från Vatikanen att uppträda på deras årliga TV-sända konsert Conerto di Natale i december. I och med det fick han även träffa påven Franciskus i Vatikanen innan framträdandet. Darin uppträdde med ett medley som bestod av låtarna “Satisfaction”, “Can’t Stay Away” och “Superstar”. Den 7 december släppte han även en EP “My Purple Clouds”, som bl.a. innehåller de tre singlarna.

### 2023: Storbritannien, Darin Arena Tour 2023, "Starkare", nytt svenskt album, Allsångsscenen är din
I januari fick Darin sin första Topp 40 låt på radio i Storbritannien med “Can’t Stay Away” som även blev vald till “Record of the week” av Storbritanniens och Europas största radiostation BBC2. Låten blev hans första officiella lansering i den brittiska marknaden och nådde en 24:e plats på radio-topplistan.
Den 5 maj släppte Darin nya låten “Starkare”, den första singeln från sitt kommande svenska album “En annan jag” som planerades att släppas i september. Han beskriver låten som en tröst när man går igenom någonting svårt i livet. “Den hjälpte mig när jag skrev den och jag hoppas att den även kan hjälpa andra där ute”. Låten blev i augusti den mest spelade på svensk radio och hade även då streamat guld. I oktober nådde den en första plats på Svensktoppen.
Den 13 juni gick SVT ut med att Darin var den artist som blev vald att göra “Allsångsscenen är din”, vilket innebar att han fick en hel timmes konsert efter programmet Allsång på Skansen den 8 augusti på Sollidenscenen i Skansen. Programmet och konserten sändes live i SVT. Under sommaren 2023 släppte Darin också sin 50:e singel “Satellit”.
Under hösten 2023 gjorde Darin en stor arenaturné i Sverige (Darin Arena Tour 2023), på bland annat Scandinavium, Malmö Arena och Avicii Arena.

## Låtskrivande
Darin började skriva låtar redan som 14-åring, både till sig själv och till andra projekt. Mycket av det egna materialet har han skrivit tillsammans med RedOne, som han började samarbeta med redan 2004. Tillsammans har de skrivt låtar som ”Step Up”, ”B What U Wanna B”, ”Breathing Your Love”.
År 2008 skrev han den första singeln ”Love Struck” till det amerikanska pojkbandet V Factory. Låten nådde Top 40 på U.S. Billboard Pop Songs.
År 2009 skrev han vinnarlåten ”True Believer” till Sydafrikanska Idol, som senare släpptes med vinnaren Sasha-Lee Davids.
År 2010 skrev och producerade han låten ”Foolish” till den brittiska X Factor-vinnaren Shayne Ward, tillsammans med Tony Nilsson. De skrev även flera av Darins egna låtar, bland annat ”Lovekiller”, ”Can’t Stop Love”, ”Microphone” och ”Nobody Knows”.
År 2011 skrev han vinnarlåten ”All This Way” till Idol i Sverige. Låten släpptes senare med Idolvinnaren Amanda Fondell.

## Privatliv
I augusti 2020 kom Darin ut som homosexuell.

## Diskografi

### Studioalbum
- 2005 – The Anthem
- 2005 – Darin
- 2006 – Break the News
- 2008 – Flashback
- 2010 – Lovekiller
- 2013 – Exit
- 2015 – Fjärilar i magen
- 2017 – Tvillingen
- 2023 – En annan jag

### Samlingsalbum
- 2012 – Det bästa av Darin

### Singlar
- 2005 – ”Money for Nothing”
- 2005 – ”Why Does It Rain”
- 2005 – ”Step Up"
- 2005 – ”Who’s That Girl”
- 2005 – ”Want Ya!”
- 2006 – ”Perfect”
- 2006 – ”Everything But the Girl”
- 2006 – ”Desire”
- 2007 – ”Insanity”
- 2008 – ”Breathing Your Love” feat. Kat DeLuna
- 2008 – ”See U At The Club”
- 2008 – ”Runaway”
- 2008 – ”What If”
- 2009 – ”Viva la vida”
- 2010 – ”You’re Out of My Life”
- 2010 – ”Can’t Stop Love”
- 2010 – ”Lovekiller”
- 2010 – ”Microphone”
- 2012 – ”Nobody Knows”
- 2012 – ”Stockholm”
- 2012 – ”En apa som liknar dig”
- 2012 – ”I Can’t Get You Off My Mind"
- 2012 – ”Astrologen”
- 2012 – ”Seven Days a Week”
- 2013 – ”Playing with Fire”
- 2013 – ”So Yours”
- 2013 – ”Check You Out”
- 2014 – ”Dream Away” med Eagle-Eye Cherry
- 2014 – ”All Our Babies” med. Sophie Zelmani
- 2014 – ”Mamma Mia”
- 2015 – ”Ta mig tillbaka”
- 2015 – ”Juliet”
- 2016 – ”Lagom”
- 2017 – ”Ja må du leva”
- 2017 – ”Tvillingen”
- 2017 – ”Alla ögon på mig”
- 2018 – ”Astronaut”
- 2018 – "Identitetslös"
- 2019 – "Hög"
- 2019 – "Finns inga ord"
- 2020 – "En säng av rosor"
- 2021 – "Can't Stay Away"
- 2021 – "Holding me more"
- 2021 – "What's Christmas Anyway"
- 2022 – "Superstar"
- 2022 – "Vi är på riktigt"
- 2022 – "Satisfaction"
- 2022 – "What's The Point"
- 2023 – "Starkare"
- 2023 – "Satellit"